# Hagåtña
Hagåtña (dříve Agana, španělsky Agaña) je hlavním městem teritoria Guam, spadajícího pod USA. Je hlavním kulturním i obchodním centrem Guamu a sídlí zde vláda včetně guvernéra. Je druhým největším městem na ostrově podle rozlohy a populace.

## Dějiny
Město bylo založeno v roce 1668 Španěly pod názvem Agaña, a bylo tak prvním městem v Tichém oceánu, založeným Evropany. V roce 1668 dorazil na ostrov první španělský misionář Padre San Vitores, který zde následujícího roku založil první katolickou školu na ostrově, dnes známou jako Katedrální bazilika Dulce Nombre de Maria.
V roce 1998 bylo rozhodnuto o změně názvu na dnešní Hagåtña, což v jazyce chamorro znamená jeho nebo její krev (Hågat - krev).

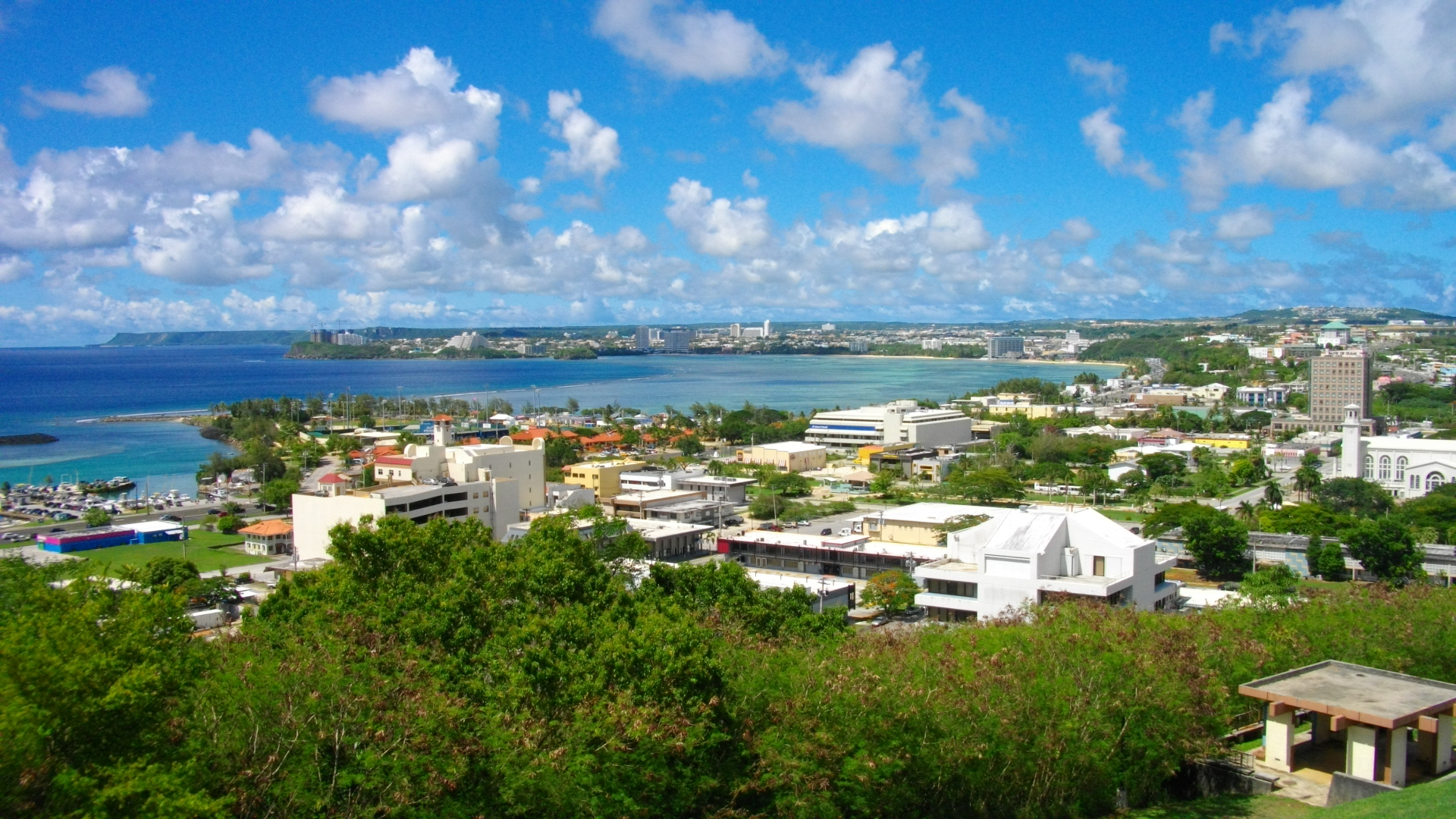
Panorama města

## Geografie
Hagåtña se nachází při ústí řeky Agana na západním pobřeží ostrova. Na sever od města jsou písečné pláže Aganského zálivu, na východě jsou mokřiny a na jihu se nacházejí útes a vesnice Agana Heights. V blízkosti města bylo roku 1943 postaveno mezinárodní letiště Antonia B. Wona Pata.